# كارل فيلاند
كارل فيلاند (بالإنجليزية: Carl Wieland)‏ هو أسترالي مسيحي يؤمن بخلقية الارض الفتية، والمؤلف ومتكلم. وهو يشغل حاليا منصب العضو المنتدب في منظمة الأجوبة في سفر التكوين، وهو مدافع فكري عن الدين. وفيلاند طبيب تخرج من جامعة اديليد بجنوب أستراليا، لكنه توقف عن ممارسة الطب في عام 1986. وكان هذا بسبب حادث سير تعرض له.وعانى خمسة أشهر ونصف الشهر في المستشفى وخضع لأكثر من خمسين عملية، وهو رئيس سابق للزمالة الطبية المسيحية في جنوب أستراليا.